# Prix Leica Hall of Fame
Le prix Leica Hall of Fame est une récompense de photographie attribuée depuis 2011 par la firme allemande Leica pour honorer la carrière d'un photographe, en reconnaissance de « mérites particuliers avec la marque Leica ou dans le domaine de la photographie. »
Le prix est décerné dans des délais irréguliers, sans concours ou décision de jury.

## Lauréats
- 2011 : Steve McCurry
- 2012 : Nick Ut
- 2013 : René Burri
- 2014 : Barbara Klemm
- 2015 : Thomas Hoepker
- 2016 : Ara Güler
- 2017 (janvier) : Joel Meyerowitz[1]
- 2017 (novembre) : Gianni Berengo Gardin
- 2018 (juin) : Bruce Davidson
- 2018 (novembre) : Jürgen Schadeberg (de)
- 2019 : Walter Vogel (de)
- 2021 : Ralph Gibson
- 2023 : Elliott Erwitt